# Баатарсуренгійн Шуудерцецег
Баатарсуренгійн Шуудерцецег (нар. 18 січня 1971, Улан-Батор, Монголія) — монгольська письменниця та сценаристка. Закінчила Монгольський державний університет (1995).